# 100万$キッド 幻の帝王編
 『100万$キッド 幻の帝王編』（ひゃくまんドルキッド まぼろしのていおうへん）は、ソフエルが開発し、1989年に発売したファミリーコンピュータ用のカジノゲームであり、石垣ゆうきの漫画『100万$キッド』を原作としている。北アメリカでは、『Casino Kid』という題で発売された。 
ゲームハード全体で見ても3本しか存在しない（すべてファミコンロムカセット）昭和64年に発売されたゲームソフトの1つで、同日に発売されたスペースハリアーとともに昭和最後に発売されたゲームソフトである。 

## 概要
本作は、架空の町ロスト・ウェイジズ（Lost Wages, 日本版では実在する都市ネバダ州ラスベガス）を舞台に、大金を稼いで悪のカジノ王を倒すことを目的としている。カジノでのゲームには、ブラックジャックやファイブカードドローのポーカーなどがある。スロットマシンとルーレットは北米版では省略されている。北米版ではラスベガス/ロスト・ウェイジズのカジノは実在するカジノ名をもじった名を使用しているが、日本版では実在するゴールデンナゲットの名前を使用している。北米版のレイアウトが豪華なロビーのように見えるのに対し、日本版のそれは実際のラスベガスのカジノに近いものとなっている。
日本版では、相当な航空運賃を払ってニューヨークや日本などの他のカジノに移動することが可能である。日本版では、プレイヤーは基本的に自分の名前を付けることでゲームをカスタマイズすることができる。カジノキッドは日本版では青髪、北米版では金髪になっている。日本版ではギャンブルの戦略を試すことができる「フリーモード」が追加されている。 
北米版と日本版では導入部が異なる。日本版では子供がカジノのチャンピオンになると想像しているのに対し、北米版では世界で最もタフなギャンブラーを決めるトーナメントに参加することになっている。どちらのバージョンにもバニー衣装のウェイトレスがおり、プレイヤーにヒントを与えてくれる。このゲームでは、対戦相手をスキップしようとすると、前の対戦相手の正確な位置を見つけることができるが、2人以上の対戦相手をスキップすることはできない。 

### 続編
本作の続編である『Casino Kid II』は、同じ会社から1993年4月に北米で発売された。この続編はもともと『The Prince of Othello（オセロの王子）』という題名で1990年に発売される予定だったが、ソフエルは一時的にプロジェクトを中止することを決定した。 
『Casino Kid II』では、ラスベガスのトッププレーヤーを倒した後、名声を得た主人公が世界中のトップギャンブラーから挑戦を受ける。主人公は謎のリーダーが主催するゲームに参加し、ルーレット、ポーカー、ブラックジャックのゲームで世界中の9人の敵を倒す内容となっている。『Casino Kid』よりもストーリーシーケンスが複雑である。『Casino Kid II』のゲームプレイは、プレイヤーがもはやライバルのギャンブラーを探してカジノをあちこち回らない点で異なるが、カードゲームは元の『Casino Kid』と同じように操作する。プレイヤーは、昼間または夜間に、彼が飛んでいる国に応じて、飛行機で各目的地に移動する。 
『Casino Kid』とは異なり、『Casino Kid II』は日本では発売されていない。このゲームの音楽は、EIMのサウンドチームの飯野賢治と平沢道也（ともに故人）が担当したことで、おそらく最もよく知られている。